# Xã Logan, Quận Jerauld, Nam Dakota
Xã Logan (tiếng Anh: Logan Township) là một xã thuộc quận Jerauld, tiểu bang Nam Dakota, Hoa Kỳ. Năm 2010, dân số của xã này là 21 người.